# 八街市立八街中学校
八街市立八街中学校（やちまたしりつ やちまたちゅうがっこう）は、千葉県八街市にある公立中学校。

## 沿革
- 1947年（昭和22年）5月 - 実住小学校の講堂などを借りて町立八街中学校創設[2]
- 1949年（昭和24年）2月 - 八街ほ35（現在の位置）に校舎完成。
- 1950年（昭和25年）1月25日 - 校訓「拓道」制定。
- 1968年（昭和43年）12月1日 - 校歌（作詞：小林純一、作曲：中田喜直）・校旗の制定。

## 学区
学区については次の小学校区である。
- 八街市立八街東小学校（一区・七区・朝日区・富山区・大関区・二区）
- 八街市立八街北小学校（榎戸区・泉台区・真井原区・みどり台区）

## 生徒数
- 1996年1388人
- 1997年928人（八街北中学校分離開校）
- 1998年943人
- 1999年937人
- 2000年943人
- 2001年920人
- 2002年930人
- 2003年866人
- 2004年848人
- 2005年764人
- 2006年732人
- 2007年727人
- 2016年637人
- 2017年596人
- 2018年526人
- 2019年532人
- 2020年538人
- 2021年587人(内訳:男子:300人･女子:287人)[3]

## 特色
- 本校は「挨拶」「返事」「清掃」「合唱」を四本柱として掲げている。
- 5月の体育祭・11月の合唱コンクールが2大行事である。

## 部活動
- 陸上競技部
- 野球部
- サッカー部（男）
- テニス部（男・女）
- バスケットボール部（男・女）
- バレーボール部（女）
- バドミントン部（女）
- 剣道部
- 柔道部
- 卓球部（男）
- 吹奏楽部
- 演劇部
- 科学部
- 美術部

## 交通
- JR総武本線八街駅北側より約400m

## 校区内の主な施設
- 八街市役所
- JR総武本線八街駅